# 和歌山県道139号小豆島船所線
和歌山県道139号小豆島船所線（わかやまけんどう139ごう あずしまふなどころせん）は、和歌山県和歌山市を通る一般県道である。

## 概要
和歌山市小豆島から和歌山市船所に至る。
全線にかけて堤防の上を走っている。2010年（平成22年）3月14日に阪和自動車道 和歌山北ICの接続路線となった。

### 路線データ
- 起点：和歌山県和歌山市小豆島（和歌山県道134号小豆島岩出線起点、和歌山県道149号紀伊停車場田井ノ瀬線交点）
- 終点：和歌山県和歌山市船所（船所交差点、和歌山県道140号善明寺北島線交点）
- 実延長：4.490 km

## 路線状況

### 道路施設

#### 橋梁
- 千手川（千手川、和歌山市）

## 地理

### 通過する自治体
- 和歌山市

### 交差する道路
| 交差する道路                                                    | 交差する場所 | 交差する場所    |
| --------------------------------------------------------------- | ------------ | --------------- |
| 和歌山県道134号小豆島岩出線 和歌山県道149号紀伊停車場田井ノ瀬線 | 小豆島       | 起点            |
| 国道24号 / 和歌山バイパス                                       | 田屋         | [ 注釈 1 ]      |
| E42 阪和自動車道                                                | 直川         | 20-2 和歌山北IC |
| 和歌山県道141号有功天王線                                       | 六十谷       |                 |
| 和歌山県道140号善明寺北島線                                     | 船所         | 終点            |

### 交差する鉄道
- 阪和線

### 沿線
- 紀の川
- 開智中学校・高等学校